# Bier in Portugal

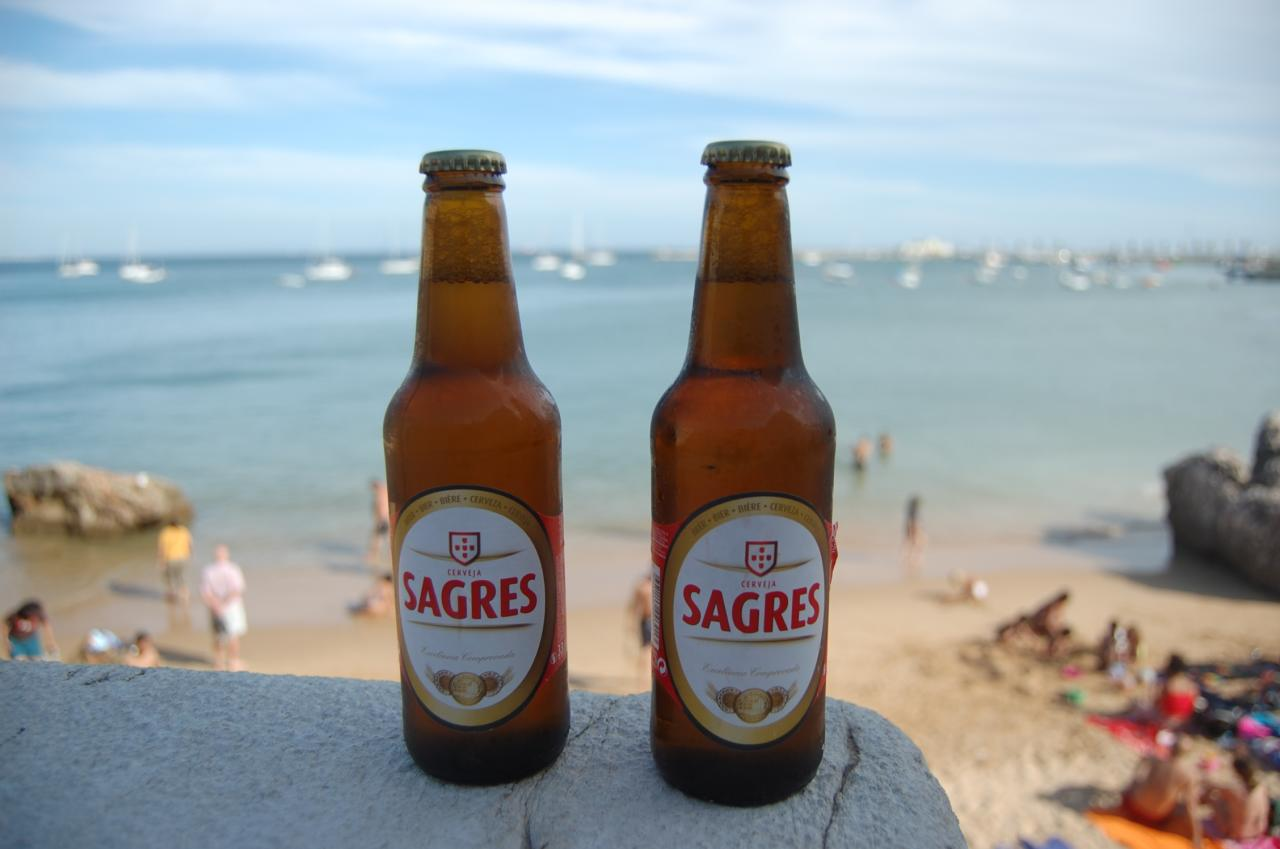
Twee flesjes Sagres op het strand van Cascais

Bier in Portugal wordt al sinds de klassieke oudheid gebrouwen en geconsumeerd. Vooral vergeleken met andere Zuid-Europese landen, heeft het land een lange traditie en een hoge productie en consumptie (hoewel de laatste vergelijkbaar is met buurland Spanje).

## Biercultuur
Al in de Romeinse provincie Lusitania was het brouwen en consumeren van bier gemeengoed. De moderne brouwerijen in het land zijn in de 19e eeuw opgericht. Onder de Tweede Republiek van Salazar, die de binnenlandse markt afschermde van internationale handel, werden deze brouwerijen genationaliseerd. Uit de resten van deze bedrijven, werden na de Anjerrevolutie twee brouwerijen gevormd, Unicer en Central de Cervejas. Deze werden in de jaren 90 geprivatiseerd, en domineren nog steeds de Portugese markt met een marktaandeel van rond de 90%.
Net als in andere Europese landen is het aantal brouwerijen in de laatste jaren toegenomen. In tegenstelling tot de rest van Europa gaat het echter niet om microbrouwerijen, maar om nieuwe fabrieken van de twee grote brouwers, en Cereuro, een samenwerkingsverband van frisdrankproducenten.
Ondanks de voor Zuid-Europa hoge bierconsumptie en de langere traditie, heeft Portugal geen inheemse biersoorten.

## Cijfers 2013
- Bierproductie: 7.986.000 hl
- Export: 2.494.000 hl
- Import: 65.000 hl
- Bierconsumptie: 4.937.000 hl
- Bierconsumptie per inwoner: 49 liter per jaar
- Actieve brouwerijen: 6[1]

## Brouwerijen en merken
Er staan 6 brouwerijen in Portugal, waarvan de belangrijksten zijn:
- Unicer, marktleider en producent van het merk Super Bock. Dit merk wordt met de regio van Porto geassocieerd. Het bier heeft de internationale markt opgezocht en is verkrijgbaar in landen als het Verenigd Koninkrijk en Japan.
- Central de Cervejas (Centralcer), eigendom van Heineken, producent van het merk Sagres. Dit bier wordt met de regio van Lissabon geassocieerd.
- Cereuro, een door frisdrankproducenten recentelijk opgerichte brouwerij
- Empresa de Cervejas da Madeira, de brouwerij van het eiland Madeira, produceert het merk Coral.